# Alles Licht, das wir nicht sehen (Miniserie)
Alles Licht, das wir nicht sehen ist eine Dramaserie von Steven Knight. Die für Netflix produzierte Verfilmung des gleichnamigen Romans hat vier Folgen, bei der Shawn Levy Regie führte. Die Miniserie wurde am 2. November 2023 veröffentlicht.

## Handlung
Erzählt wird von zwei jungen Menschen, die sich im August 1944, kurz nach Beginn der alliierten Invasion und damit in der entscheidenden Phase des Zweiten Weltkriegs in Saint-Malo begegnen: Marie-Laure, eine blinde Französin, und Werner Pfennig, ein deutscher Soldat, der als Unterfeldwebel der Wehrmacht in der Funküberwachung eingesetzt ist.
Beide haben in ihrer Kindheit einem Funkamateur zugehört, der auf der Kurzwelle 13.10 eine Sendung produziert, die Kinder informieren und bilden soll. Der Funker, der diese Sendungen macht, nennt sich „Der Professor“ und will Fakten statt Meinungen verbreiten. Aus seinen Vorlesungen stammt der Titel der Serie und des zugrundeliegenden Romans.
Marie-Laure ist mit ihrem Vater nach dem Einmarsch der Deutschen aus Paris geflohen und bei Verwandten in Saint-Malo in der Bretagne an der Atlantikküste untergekommen. Dort erfährt sie, dass ihr Onkel „Der Professor“ aus den Sendungen ist. Ihr Onkel und ihre Tante sind inzwischen in der Résistance aktiv und sammeln gemeinsam mit anderen Informationen über deutsche Schiffsbewegungen, die sie per Kurzwelle verschlüsselt an die Amerikaner weiterreichen.
Werner Pfennig ist als Waise aufgewachsen. Seine technische Begabung für Radios und seine Begeisterung für den Rundfunk zeigte sich schon im Waisenhaus. Mit einem selbstgebauten Radio gelingt es ihm, den Vorlesungen des Professors zuzuhören. Er wird sehr jung in die Napola in Berlin gezwungen und anschließend als Soldat an der Ostfront eingesetzt, wo er feindliche Funker ausspioniert, die dann von Wehrmacht und SS hingerichtet werden. Als er danach in Frankreich stationiert ist, hört er, dass Marie-Laure die Sendungen ihres Onkels wieder aufnimmt. Er wird gezwungen, sie ausfindig zu machen, wobei er im letzten Moment seinen Vorgesetzten erschießt und zum Widerstand überläuft.
SS-Standartenführer Reinhold von Rumpel spürt Marie auf. Der kranke und morphinsüchtige Offizier ist auf der Suche nach dem Edelstein Das Meer der Flammen, den Marie-Laures Vater, ein Museumsgeologe, bei der Flucht aus Paris mitgenommen haben soll. Von Rumpel glaubt an den Mythos, dass der Stein heilende Wirkung hat und seinem Besitzer ewiges Leben schenkt. Er hat deshalb Maries Vater gefangen, gefoltert und ermordet.
Es spitzt sich alles zu, als die Amerikaner mit Artillerie Saint-Malo unter Beschuss nehmen. Die Deutschen hindern die Zivilbevölkerung, die Stadt zu verlassen. Es herrscht Hunger.
Bei den Angriffen stirbt Maries Onkel. Werner Pfennig rennt durch die zerstörte Stadt, um Marie zu schützen. Und hilft ihr in letzter Sekunde, den SS-Offizier von Rumpel zu erschießen. Werner kann über das Radio des Professors noch einen Funkspruch an seine Schwester senden, dass er noch lebt und zurück zu ihr kommt. Im Anschluss ergibt er sich den Amerikanern, die inzwischen in Saint-Malo einmarschiert sind und von der Bevölkerung begeistert empfangen werden.

## Trivia
Die beiden Darstellerinnen von Marie-Laure, Nell Sutton (Marie als Kind) und Aria Mia Loberti (erwachsene Marie) sind auch im wirklichen Leben blind. Die Radioübertragungen des „Professors“ beginnen immer mit einigen Takten aus Claire de Lune von Claude Debussy. Das zu Anfang der ersten Folge gezeigte 565. US-Bombengeschwader ist historisch und war im August 1944 in Nordfrankreich im Einsatz.

## Produktion
Im März 2019 erwarben Netflix und 21 Laps Entertainment die Verfilmungsrechte für den Roman.
Die Dreharbeiten fanden zwischen März und Juli 2022 in Budapest, Berlin, Saint-Malo und Villefranche-de-Rouergue statt. Villefranche-de-Rouergue wurde als Drehort ausgewählt, weil es mit seiner altertümlichen Ästhetik Ähnlichkeit mit dem Aussehen Saint-Malos vor der Bombardierung im Zweiten Weltkrieg hat.

## Episodenliste
| Nr. | Deutscher Titel | Originaltitel | Erstveröffentlichung (USA) | Deutschsprachige Erstveröffentlichung (D/A/CH) | Regie      | Drehbuch      |
| --- | --------------- | ------------- | -------------------------- | ---------------------------------------------- | ---------- | ------------- |
| 1   | Episode 1       | Episode 1     | 2. Nov. 2023               | 2. Nov. 2023                                   | Shawn Levy | Steven Knight |
| 2   | Episode 2       | Episode 2     | 2. Nov. 2023               | 2. Nov. 2023                                   | Shawn Levy | Steven Knight |
| 3   | Episode 3       | Episode 3     | 2. Nov. 2023               | 2. Nov. 2023                                   | Shawn Levy | Steven Knight |
| 4   | Episode 4       | Episode 4     | 2. Nov. 2023               | 2. Nov. 2023                                   | Shawn Levy | Steven Knight |

## Auszeichnungen
Directors Guild of America Awards 2024
- Nominierung für die Beste Regie – Fernsehfilm oder Miniserie (Shawn Levy)[8]

Producers Guild of America Awards 2024
- Nominierung als Beste Miniserie für den David L. Wolper Award[9]